# Diocesi di Avezzano
La diocesi di Avezzano o dei Marsi (in latino Dioecesis Marsorum) è una sede della Chiesa cattolica in Italia suffraganea dell'arcidiocesi dell'Aquila e appartenente alla regione ecclesiastica Abruzzo-Molise. Nel 2022 contava 105.500 battezzati su 115.950 abitanti. È retta dal vescovo Giovanni Massaro.
Patrona della diocesi è Santa Sabina.

## Territorio

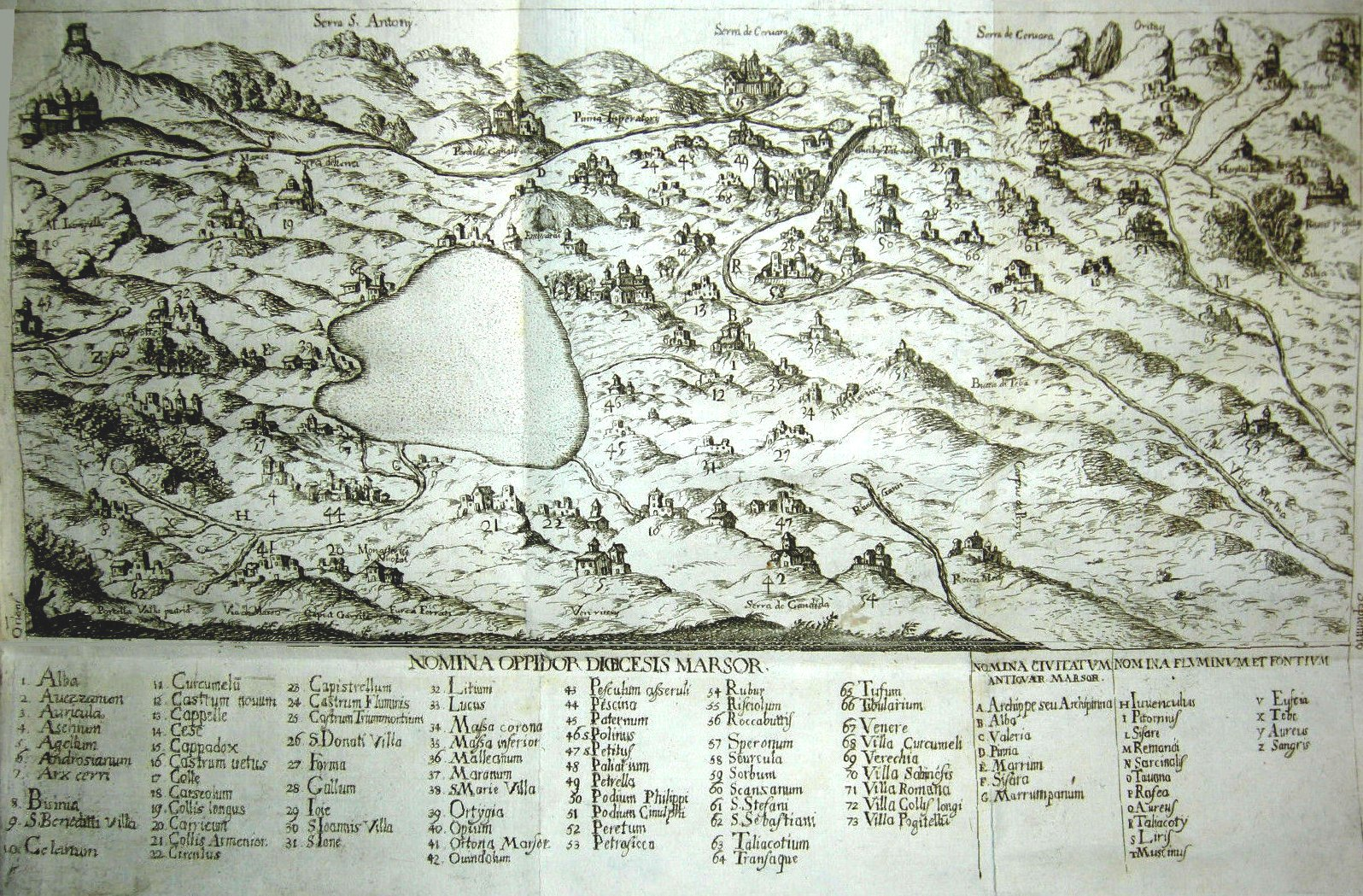
Carta della diocesi dei Marsi pubblicata nel 1678 (Muzio Febonio)

Il territorio della diocesi coincide quasi per intero con la regione storico-geografica della Marsica, nella zona sud-occidentale della provincia dell'Aquila. Comprende i comuni di Aielli, Avezzano, Bisegna, Capistrello (esclusa la frazione di Pescocanale), Cappadocia, Carsoli, Castellafiume, Celano, Cerchio, Collarmele, Collelongo, Gioia dei Marsi, Lecce nei Marsi, Luco dei Marsi, Magliano de' Marsi, Massa d'Albe, Opi, Oricola, Ortona dei Marsi, Ortucchio, Ovindoli, Pereto, Pescasseroli, Pescina, Rocca di Botte, San Benedetto dei Marsi, Sante Marie, Scurcola Marsicana, Tagliacozzo, Trasacco, Villavallelonga e la frazione di Rovere (Rocca di Mezzo).
Sede vescovile è la città di Avezzano, dove si trova la cattedrale di San Bartolomeo, mentre a Pescina sorge la concattedrale della diocesi, la basilica di Santa Maria delle Grazie. Antica e prima cattedrale dei Marsi è stata dall'XI al XVI secolo la chiesa di Santa Sabina di cui resta intatta solo la facciata frontale con il portale romanico-gotico a San Benedetto dei Marsi. A Trasacco si trova la basilica dedicata ai Santi Cesidio e Rufino. Cinque sono i santuari ufficiali diocesani: il santuario della Madonna dei Bisognosi tra Pereto e Rocca di Botte, il santuario della Madonna dell'Oriente a Tagliacozzo, il santuario della Madonna della Vittoria a Scurcola Marsicana, il santuario della Madonna di Pietraquaria sul monte Salviano e il santuario della Madonna del Silenzio in San Francesco ad Avezzano.
Il territorio si estende su 1.700 km² ed è suddiviso in 101 parrocchie, raggruppate in 7 foranie: Avezzano, Carsoli, Celano, Magliano de' Marsi, Pescina, Tagliacozzo e Trasacco.

## Cattedrale

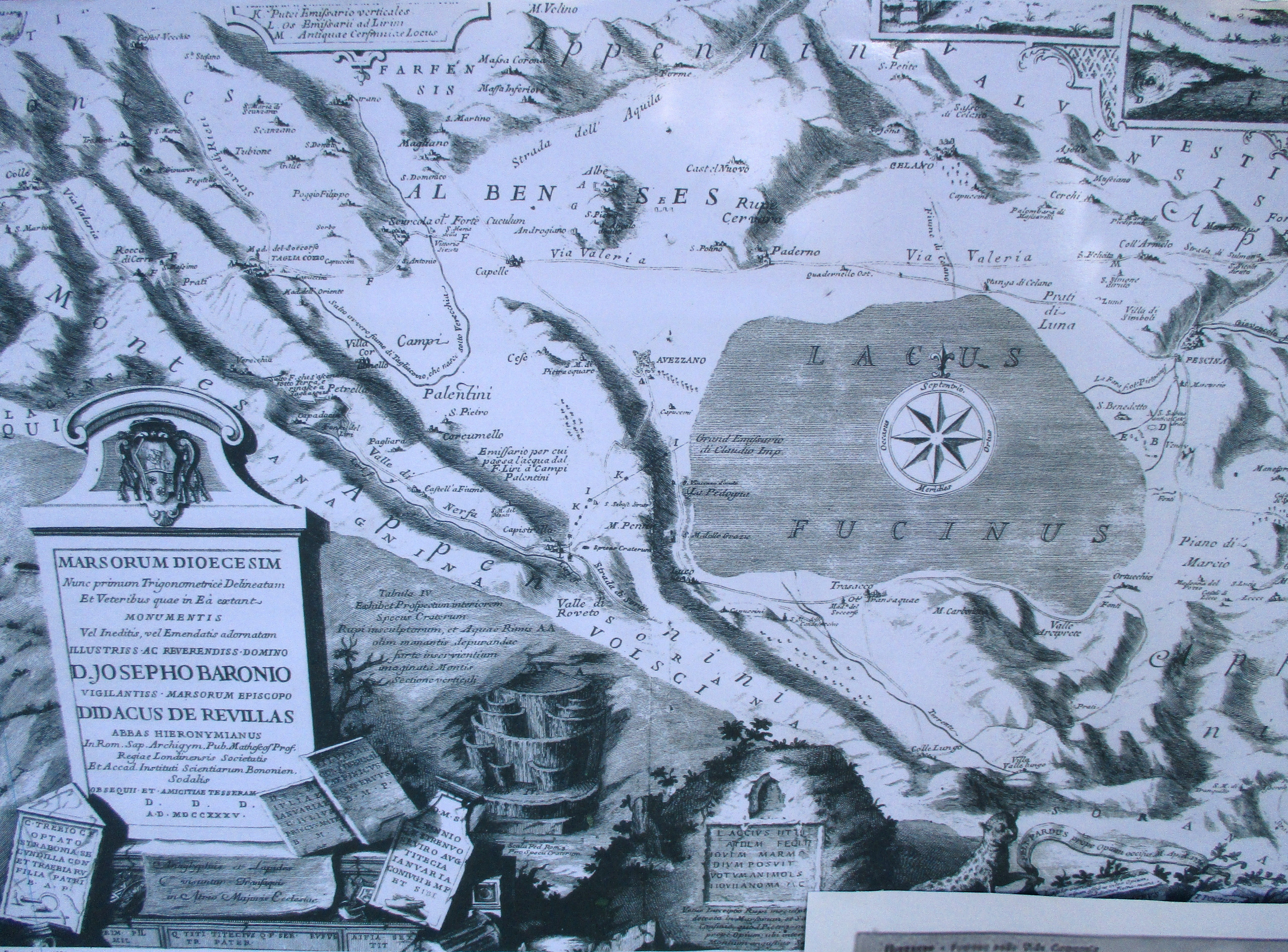
Carta della diocesi dei Marsi del 1735 (Diego de Revillas)

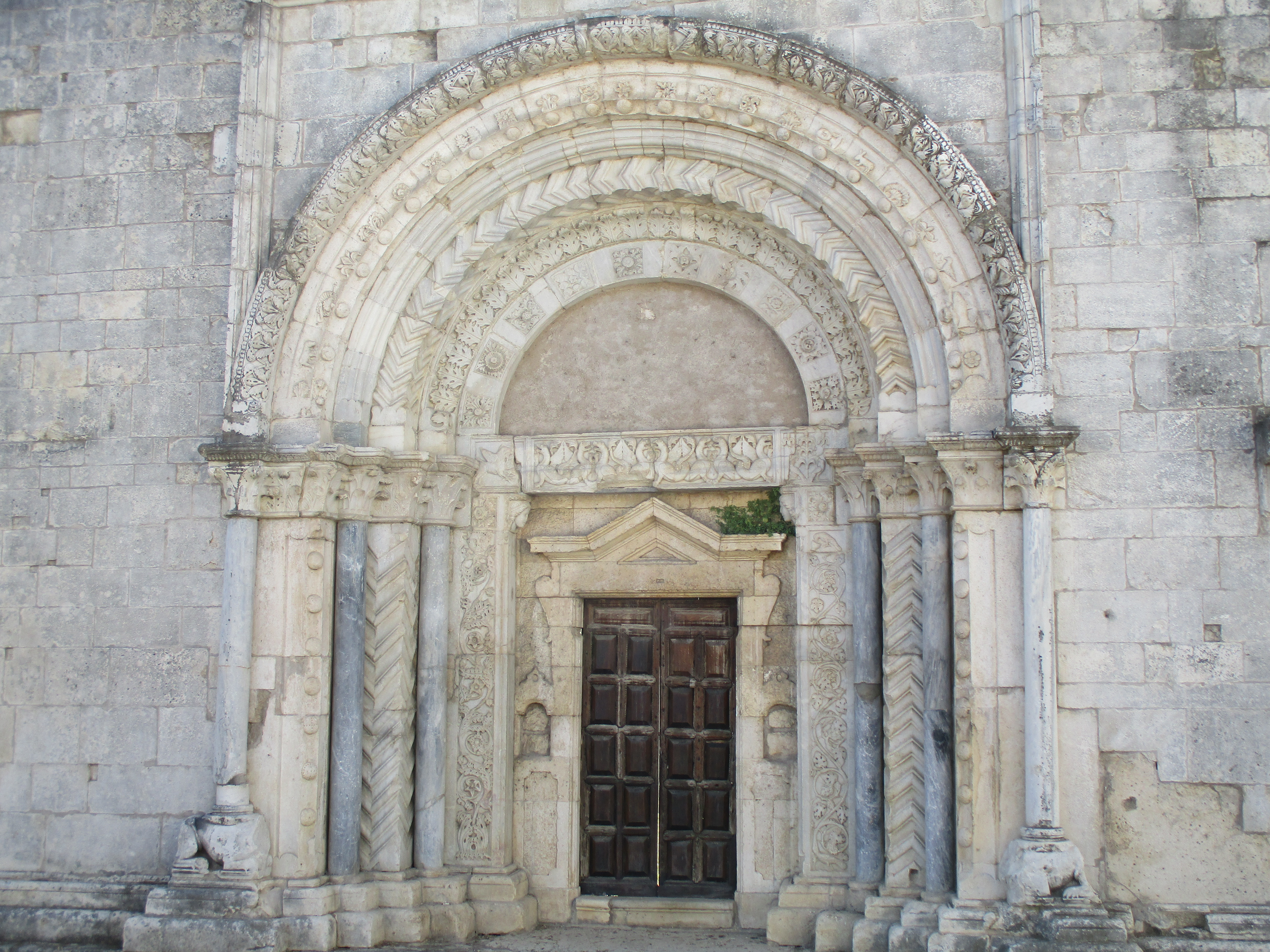
Facciata dell'antica cattedrale di Santa Sabina (San Benedetto dei Marsi)

Sono almeno quattro le chiese cattedrali dedicate all'apostolo Bartolomeo edificate nel corso dei secoli nella città di Avezzano. Tutte hanno dovuto fare i conti con i frequenti terremoti che hanno devastato la zona.
Un'antica chiesa dedicata forse a Sant'Antonio abate e poi a San Bartolomeo fu edificata prima dell'anno mille. Quest'edificio ricevette dal re di Sicilia Guglielmo II (seconda metà del XII secolo) il titolo di "cappella reale". Essa è poi documentata nel XIII secolo in un atto notarile, che attesta il pagamento alla chiesa di vari tributi da parte della gente del luogo.
Il primo edificio fu in parte distrutto da un terremoto nel 1349 per essere ricostruito ed ingrandito in forme architettoniche rinascimentali nel XVI secolo, ricevendo il titolo di collegiata nel 1572. Anche la chiesa cinquecentesca fu distrutta da un sisma avvenuto nel 1703. Ricostruita fu nuovamente ancora rasa al suolo dal terremoto del 1915. L'attuale chiesa cattedrale, ricostruita a partire dal 1930 venne consacrata nel 1942. In stile neorinascimentale, presenta internamente tre navate divise da pilastri.

## Storia

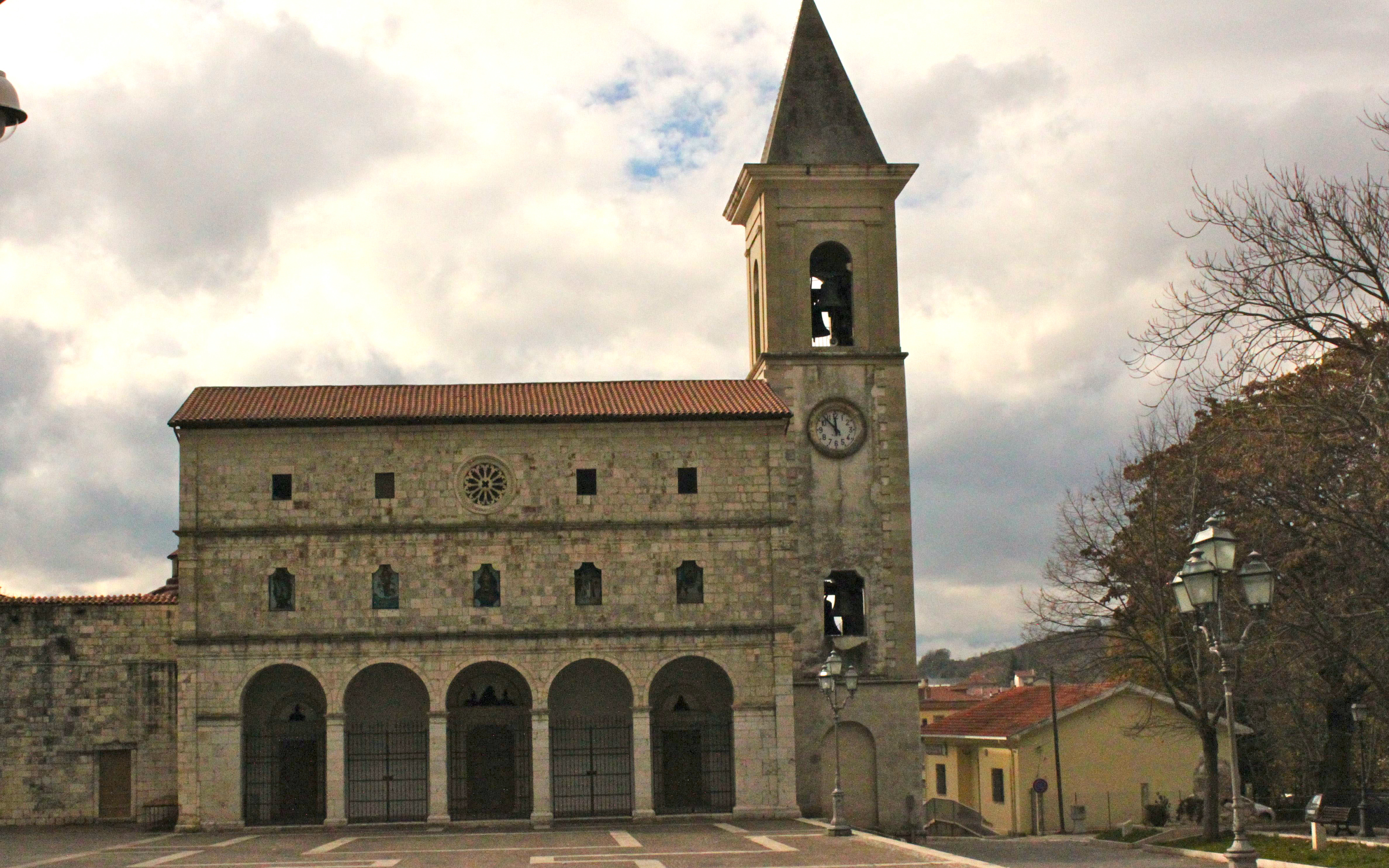
La basilica di Santa Maria delle Grazie a Pescina

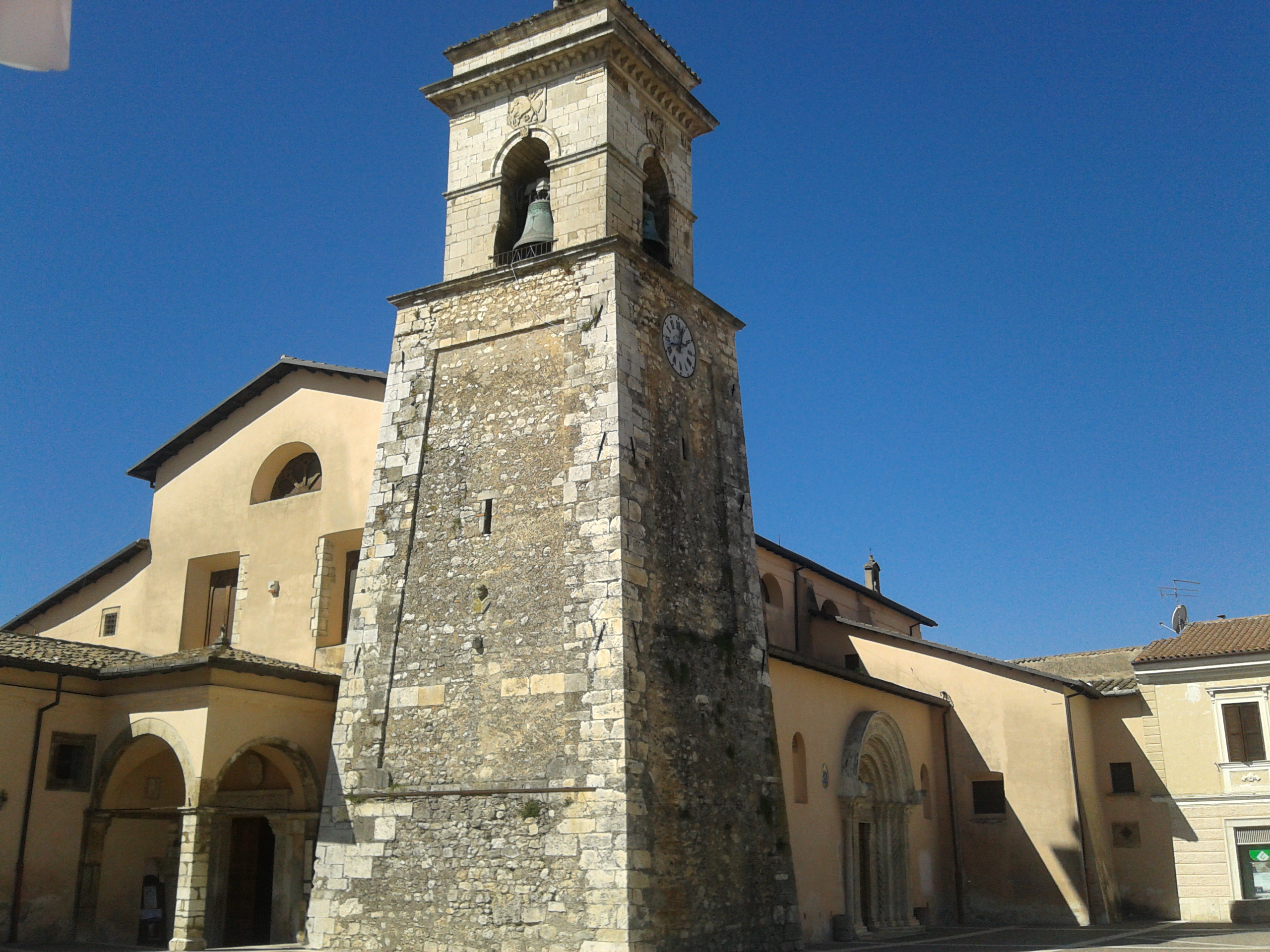
Basilica dei Santi Cesidio e Rufino a Trasacco

Secondo la tradizione, il primo evangelizzatore e vescovo dei Marsi è stato nel I secolo san Marco il galileo, discepolo di san Pietro e poi vescovo di Atina; un altro dei vescovi dei primi secoli di cui è stata tramandata memoria è stato san Rufino, poi vescovo di Assisi, che fu attivo nell'evangelizzazione della regione insieme al figlio Cesidio. Dopo Marco e Rufino la tradizione menziona i vescovi Eutichio, Elpidio e Vaticano: di tutti questi presunti vescovi, dei primi cinque secoli dell'era cristiana, non ci sono prove inconfutabili che siano stati vescovi marsicani.
La prima menzione storicamente attendibile di un episcopus Marsicanus risale alla metà del VI secolo con il vescovo Giovanni, documentato in due occasioni: la sua firma appare in una sentenza di papa Vigilio contro Teodoro di Cesarea; inoltre fu presente a Costantinopoli con lo stesso papa durante il secondo concilio ecumenico e la sua firma si trova in calce ad uno dei decreti contro i Tre Capitoli.
All'inizio del VII secolo un prete nativo della Marsica fu eletto al soglio pontificio con il nome di papa Bonifacio IV.
Durante l'epoca del vescovo Rottario (seconda metà del X secolo) si ha la conferma che la sede della diocesi marsicana era la città di Marsia, "Civitas marsicana" costruita in posizione attigua al decaduto foro italico di Marruvium (presso la contemporanea San Benedetto dei Marsi), antico capoluogo della Marsica. A Rottario succedette Alberico dei conti dei Marsi, che a detta dello storico Di Pietro «visse per molto tempo non da pastore, ma da lupo»: uomo di dubbia condotta morale, cercò di impossessarsi dell'abbazia di Montecassino, facendone accecare l'abate. Gli succedette il figlio Quinigi, imposto sulla sede marsicana dal padre.
Durante l'episcopato di Pandolfo, nel 1048, a causa della rivalità fra i conti Berardi dei Marsi, uno di questi, Attone, si creò una propria diocesi con sede a Santa Maria in Cellis a Carsoli. Lo scisma durò fino al 1057, quando il sinodo romano di quell'anno riconobbe Pandolfo come unico vescovo dei Marsi; contestualmente Attone fu trasferito alla sede di Chieti e con la bolla In specula Sanctae del 9 dicembre papa Stefano IX tracciò i nuovi confini della diocesi, che comprendevano anche la regione carseolana. A Pandolfo si deve la stesura di uno dei più importanti documenti storici della chiesa marsicana, un Exsultet, commissionato dal vescovo ai monaci di Montecassino.
Il 25 febbraio 1115 san Berardo dei Marsi ottenne da papa Pasquale II, con la bolla Sicut iniuxta, la definizione dei confini della diocesi e delle chiese soggette alla cattedrale, ponendo così fine ai diversi tentativi di autonomia ed esenzione delle chiese locali. I confini della diocesi furono confermati da papa Clemente III in una bolla indirizzata nel 1188 al vescovo Eliano.
Durante il periodo dello scisma d'Occidente, la diocesi si divise in due fazioni, l'una a favore dei papi di Roma, l'altra partigiana dei papi di Avignone; furono vescovi di obbedienza romana Giacomo Romano, Gentile Maccafani e Filippo; di obbedienza avignonese furono invece i vescovi Pietro Albertini e Giuliano Tomasi.

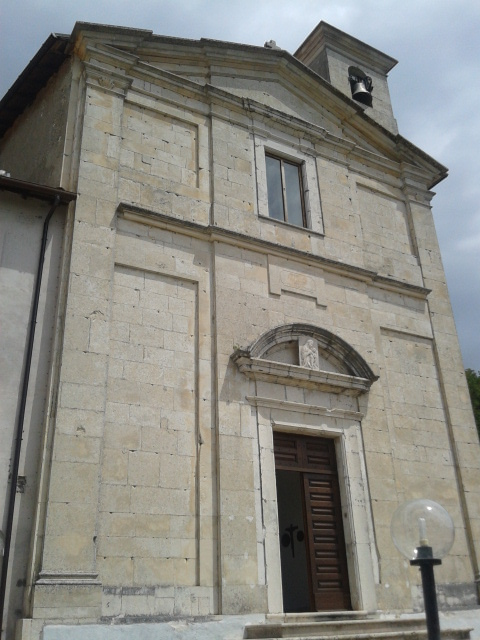
Santuario della Madonna dei Bisognosi (Pereto-Rocca di Botte)

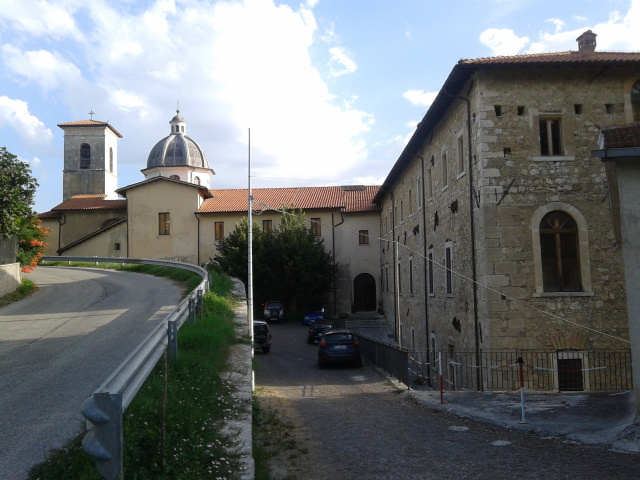
Santuario della Madonna dell'Oriente a Tagliacozzo

Nel 1580, all'epoca del vescovo Matteo Colli, con la bolla In suprema dignitatis apostolicae specula di papa Gregorio XIII, la cattedrale e la sede vescovile vennero trasferite a Pescina, nella chiesa di Santa Maria delle Grazie. Allo stesso vescovo si deve l'istituzione del seminario diocesano, del palazzo vescovile e la fine della ricostruzione della cattedrale. All'inizio del Seicento, il vescovo Bartolomeo Peretti consacrò la cattedrale e indisse il secondo sinodo diocesano; il primo era stato celebrato da Giambattista Milanese al ritorno dal concilio di Trento.
Il vescovo Diego Petra (1664-1680) pubblicò postume le Historiae Marsorum libri tres dell'abate Muzio Febonio, prima opera di carattere storico sulle origini e sui vescovi della diocesi dei Marsi.

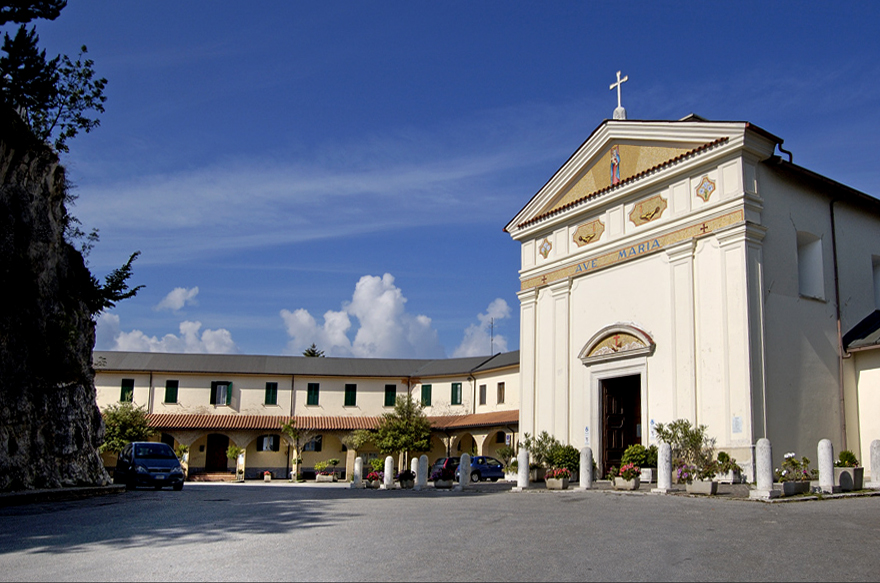
Santuario della Madonna di Pietraquaria ad Avezzano

Nel Settecento, il vescovo Benedetto Mattei (1760-1776), per il cattivo stato in cui si trovava il suo palazzo episcopale, trasferì la propria sede da Pescina a Celano. Questo ridestò antichi rancori, che avevano diviso il clero delle due città nel corso del medioevo fino al termine del Cinquecento.
In seguito alla ricostruzione della zona dopo il grande terremoto del 1915 la sede provvisoria fu stabilita presso il palazzo Ducale di Tagliacozzo, mentre il 16 gennaio 1924 con la bolla Quo aptius di papa Pio XI la sede vescovile fu ufficialmente trasferita da Pescina ad Avezzano: la chiesa di San Bartolomeo divenne la nuova cattedrale diocesana, mentre alla precedente fu assegnato il titolo di concattedrale e nel 2016 quello di basilica minore. Il vescovo Pio Marcello Bagnoli ebbe larga parte nell'opera di ricostruzione materiale e morale della diocesi dopo il terremoto.
La diocesi, immediatamente soggetta alla Santa Sede fin dal Medioevo, il 15 agosto 1972 entrò a far parte della nuova provincia ecclesiastica dell'arcidiocesi dell'Aquila, divenendone suffraganea.
Il 30 settembre 1986 in forza del decreto Cum procedere della Congregazione per i Vescovi la diocesi ha assunto il nome attuale, pur mantenendo la denominazione latina di Dioecesis Marsorum, diocesi dei Marsi.

## Cronotassi dei vescovi
Si omettono i periodi di sede vacante non superiori ai 2 anni o non storicamente accertati.

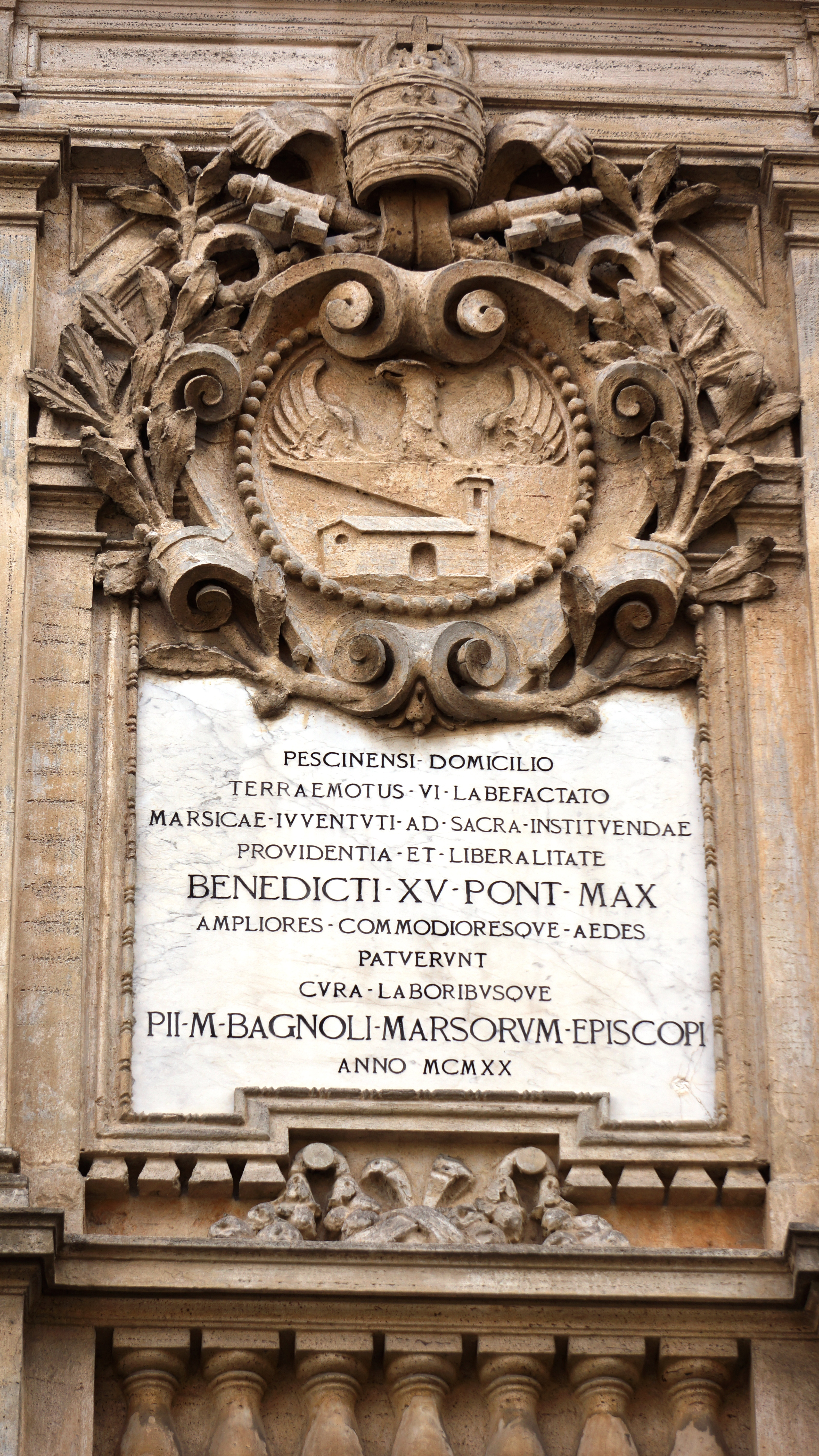
Lapide posta nel palazzo vescovile di Avezzano

Diversi sono gli autori marsicani che si sono cimentati nella stesura della cronotassi dei vescovi dei Marsi. Il primo fu nel Seicento l'abate Muzio Febonio, che pubblicò in latino nel 1678 l'opera Historiae Marsorum libri tres, con una sezione dedicata al Marsorum episcoporum catalogus. Un secolo dopo, Pietro Antonio Corsignani, vescovo di Venosa e poi di Valva e Sulmona, tradusse in italiano e aggiornò l'opera del Febonio. Nell'Ottocento Andrea Di Pietro, canonico e teologo della cattedrale di Pescina, pubblicò un catalogo dei vescovi marsicani con notizie estratte dagli autori precedenti e da un manoscritto, oggi perduto, dal titolo Serie dei vescovi manoscritte esistente nell'archivio capitolare dei Marsi; inoltre poté consultare i documenti dell'archivio diocesano prima che questi venisse danneggiato nel terremoto del 1915. Infine, all'inizio del Novecento Domenico Scipioni, professore e rettore del seminario, scrisse Epitome storica della diocesi dei Marsi e Catalogo biografico dei vescovi, testo rimasto manoscritto e conservato oggi nell'archivio diocesano.
- San Marco ? † (I secolo)
- San Rufino ? † (II - III secolo)
- Sant'Eutichio ? † (prima metà del IV secolo)
- Sant'Elpidio ? † (prima metà del IV secolo)[17]
- Vaticano ? † (menzionato nel 501)[18]
- Giovanni † (prima del 551 - dopo il 553)
- Luminoso † (menzionato nel 649)[19]
- Leodrisio (o Tuderisio)[20] † (menzionato nell'853)
- Rottario † (prima del 962 - 968)
- Alberico dei conti dei Marsi † (968 - ?)
- Quinigi † (994 - ?)
- Berardo † (menzionato nel 1020)[21]
- Pandolfo † (circa 1032[22] - dopo il 1071)
  - Attone † (1049 - 18 aprile 1057 nominato vescovo di Chieti) (antivescovo)[23]
- Andrea † (menzionato nel 1096)
  - Siginulfo † (1097 - 1113 deposto) (antivescovo)
- San Berardo dei conti dei Marsi † (1113 - 3 novembre 1130 deceduto)
- Benedetto I † (menzionato nel 1147)[24]
- Fra Berardo † (menzionato nel 1153)[25]
- Benedetto II † (menzionato nel 1156)
- Giovanni da Segni † (menzionato nel 1170 circa)[26]
- Benedetto III † (menzionato nel 1178)[27]
- Zaccaria † (prima del 1179 - 1184 deceduto)[28]
- Eliano † (menzionato nel 1188 circa)
- Tommaso † (menzionato nel 1192)[29]
- Ingeamo (o Ignizio o Ingezio) † (prima del 1195 - dopo il 1207)[30]
- Tommaso I † (menzionato nel 1209)
- Anselmo † (menzionato nel 1210)
- Berardo † (menzionato nel 1213)
- Tommaso II † (menzionato nel 1219)[31]
- Berardo dei conti dei Marsi † (prima del 1221 - dopo il 1223)[32]
- Anonimo † (menzionato nel 1227)[33]
- Giovanni † (prima del 1230 - dopo il 1231)[34]
- Oderisio † (prima del 1235 - dopo il 1245)[35]
- Cesario † (prima del 1250 - circa 1254 deceduto)[36]
- Nicola da Celano † (19 giugno 1254 - dopo il 1255)[37]
- Anonimo † (menzionato nel 1263)[38]
- Stefano (o Silvestro) † (prima del 1267 - dopo il 1273 deceduto)[39]
- Giacomo † (31 marzo 1286[40] - 1295 deceduto)
- Giacomo de Busce, O.P. † (2 ottobre 1295 - 1326 deceduto)
- Pietro Ferri † (20 marzo 1327 - 10 maggio 1336 nominato vescovo di Chieti)
- Tommaso Valignani † (10 maggio 1336 - 10 marzo 1348 deceduto)
- Tommaso Pucci † (30 maggio 1348 - 1363 deceduto)
- Giacomo Muti † (13 ottobre 1363 - 17 dicembre 1365 nominato vescovo di Arezzo)
- Berardo † (17 dicembre 1365 - ? deceduto)
  - Pietro Albertini † (14 gennaio 1380 - 15 giugno 1380 nominato antivescovo di Pozzuoli) (antivescovo)
  - Giuliano Tomasi, O.F.M. † (15 giugno 1380 - 16 febbraio 1418 nominato vescovo di Capri) (antivescovo)
- Giacomo Romano † (circa 1384 - 1385 deceduto)
- Gentile Maccafani † (28 luglio 1385 - 13 gennaio 1399 nominato vescovo di Nicastro)
- Filippo † (20 novembre 1398 - 1418 deceduto)
- Salvato Maccafani † (18 febbraio 1418 - 1419 deceduto)
- Tommaso † (1419 - settembre 1429 deceduto)
- Saba de Cartoni † (10 febbraio 1430 - 22 agosto 1446 nominato vescovo di Tricarico)
- Angelo Maccafani † (22 agosto 1446 - 14 settembre 1470 deceduto)
  - Francesco Maccafani † (1º ottobre 1470 - 1470 dimesso) (vescovo eletto)
- Gabriele Maccafani † (11 ottobre 1471 - 1511 deceduto)
- Giacomo Maccafani † (1511 succeduto - 1530 deceduto)
- Giovanni Dionisio Maccafani † (1530 succeduto - 1533 deceduto)
- Marcello Crescenzi † (19 gennaio 1534 - 17 maggio 1546 dimesso)
- Francesco (Franzino) Micheli † (17 maggio 1546 - 13 luglio 1548 nominato vescovo di Casale Monferrato)
- Nicola de Virgiliis † (27 luglio 1548 - 20 maggio 1562 dimesso)
- Giambattista Milanese † (27 maggio 1562 - 14 dicembre 1577 deceduto)
- Matteo Colli † (13 febbraio 1579 - 14 aprile 1596 deceduto)
- Bartolomeo Peretti † (14 aprile 1597 - 2 gennaio 1628 deceduto)
- Baglione Carradore † (5 giugno 1628 - 3 maggio 1629 deceduto)
- Muzio Colonna † (17 settembre 1629 - 5 settembre 1632 deceduto)
- Lorenzo Massimi † (24 novembre 1632 - 28 ottobre 1647 deceduto)
- Giovanni Paolo Caccia † (18 maggio 1648 - 6 settembre 1649 deceduto)
- Ascanio de Gasperis † (14 febbraio 1650 - 16 agosto 1664 deceduto)
- Diego Petra † (15 settembre 1664 - 29 aprile 1680 nominato arcivescovo di Sorrento)
- Francesco Berardino Corradini † (27 maggio 1680 - 25 dicembre 1718 deceduto)
- Muzio de' Vecchi † (29 marzo 1719 - 24 agosto 1724 deceduto)
- Giacinto Dragonetti, C.O. † (11 settembre 1724 - 20 dicembre 1730 deceduto)
- Giuseppe Barone † (5 marzo 1731 - 29 maggio 1741 nominato vescovo di Calvi)
- Domenico Antonio Brizi † (29 maggio 1741 - 6 settembre 1760 deceduto)
- Benedetto Mattei † (15 dicembre 1760 - 23 giugno 1776 deceduto)
- Francesco Vincenzo Lajezza † (16 dicembre 1776 - 31 ottobre 1792 deceduto)
  - Sede vacante (1792-1797)
- Giuseppe Bolognese † (18 dicembre 1797 - 17 marzo 1803 deceduto)
  - Sede vacante (1803-1805)
- Camillo Giovanni Rossi † (26 giugno 1805 - 26 giugno 1818 nominato vescovo di San Severo)
- Saverio Durini † (21 dicembre 1818 - 17 novembre 1823 nominato vescovo di Aversa)
- Giuseppe Segna † (3 maggio 1824 - 8 marzo 1840 deceduto)
  - Sede vacante (1840-1843)
- Michelangelo Sorrentino † (19 giugno 1843 - 17 aprile 1863 deceduto)
  - Sede vacante (1863-1871)
- Federico de Giacomo † (22 dicembre 1871 - 6 agosto 1884 deceduto)
- Enrico de Dominicis † (10 novembre 1884 - 21 maggio 1894 nominato arcivescovo di Amalfi)
  - Angelo Maria Aloisio † (18 marzo 1895 - 24 giugno 1895 dimesso) (vescovo eletto)[41]
- Marino Russo † (29 novembre 1895 - 15 agosto 1903 deceduto)
- Francesco Giacci † (3 luglio 1904 - 29 aprile 1909 dimesso[42])
- Nicola Cola † (15 aprile 1910 - 26 agosto 1910 nominato vescovo di Nocera Umbra)
- Pio Marcello Bagnoli, O.C.D. † (14 dicembre 1910 - 17 gennaio 1945 deceduto)
- Domenico Valerii † (9 agosto 1945 - 10 novembre 1973 ritirato)
- Vittorio Ottaviani † (10 novembre 1973 - 22 aprile 1977 dimesso)
- Biagio Vittorio Terrinoni, O.F.M.Cap. † (22 aprile 1977 - 23 giugno 1990 ritirato)
- Armando Dini (23 giugno 1990 - 21 novembre 1998 nominato arcivescovo di Campobasso-Boiano)
- Lucio Angelo Renna, O.Carm. (9 giugno 1999 - 2 settembre 2006 nominato vescovo di San Severo)
- Pietro Santoro (28 giugno 2007 - 23 luglio 2021 ritirato)
- Giovanni Massaro, dal 23 luglio 2021

## Statistiche
La diocesi nel 2022 su una popolazione di 115.950 persone contava 105.500 battezzati, corrispondenti al 91,0% del totale.
| anno | popolazione | popolazione | popolazione | presbiteri | presbiteri | presbiteri | presbiteri                | diaconi | religiosi | religiosi | parrocchie |
| anno | battezzati  | totale      | %           | numero     | secolari   | regolari   | battezzati per presbitero | diaconi | uomini    | donne     | parrocchie |
| ---- | ----------- | ----------- | ----------- | ---------- | ---------- | ---------- | ------------------------- | ------- | --------- | --------- | ---------- |
| 1950 | 124.700     | 125.000     | 99,8        | 133        | 105        | 28         | 937                       |         | 25        | 125       | 85         |
| 1969 | 129.850     | 130.000     | 99,9        | 141        | 107        | 34         | 920                       |         | 41        | 283       | 92         |
| 1980 | 113.000     | 113.400     | 99,6        | 133        | 101        | 32         | 849                       |         | 39        | 180       | 98         |
| 1990 | 107.500     | 109.000     | 98,6        | 162        | 128        | 34         | 663                       | 4       | 38        | 218       | 100        |
| 1999 | 118.120     | 120.500     | 98,0        | 119        | 87         | 32         | 992                       | 5       | 37        | 186       | 100        |
| 2000 | 117.908     | 121.500     | 97,0        | 115        | 90         | 25         | 1.025                     | 5       | 30        | 178       | 100        |
| 2001 | 115.600     | 118.000     | 98,0        | 103        | 78         | 25         | 1.122                     | 5       | 25        | 170       | 97         |
| 2002 | 115.600     | 118.000     | 98,0        | 113        | 84         | 29         | 1.023                     | 5       | 29        | 172       | 98         |
| 2003 | 115.000     | 118.000     | 97,5        | 102        | 80         | 22         | 1.127                     | 5       | 22        | 172       | 98         |
| 2004 | 115.000     | 118.000     | 97,5        | 100        | 78         | 22         | 1.150                     | 5       | 22        | 172       | 98         |
| 2006 | 109.000     | 115.137     | 94,7        | 109        | 80         | 29         | 1.000                     | 5       | 30        | 130       | 95         |
| 2012 | 109.380     | 119.210     | 91,8        | 103        | 78         | 25         | 1.061                     | 5       | 26        | 128       | 97         |
| 2015 | 115.186     | 122.241     | 94,2        | 108        | 82         | 26         | 1.066                     | 5       | 29        | 129       | 97         |
| 2018 | 108.000     | 122.230     | 88,4        | 97         | 72         | 25         | 1.113                     | 5       | 25        | 114       | 97         |
| 2020 | 107.200     | 120.301     | 89,1        | 93         | 76         | 17         | 1.152                     | 5       | 19        | 109       | 100        |
| 2022 | 105.500     | 115.950     | 91,0        | 96         | 81         | 15         | 1.098                     | 8       | 17        | 88        | 100        |